# Oreolalax liangbeiensis
Oreolalax liangbeiensis är en groddjursart som beskrevs av Liu, Fei in Liu, Hu och Fei 1979. Oreolalax liangbeiensis ingår i släktet Oreolalax och familjen Megophryidae. IUCN kategoriserar arten globalt som akut hotad. Inga underarter finns listade i Catalogue of Life.